# Belasica
Belasica (Беласица, Μπέλλες) je pohoří na Balkáně. Politicky je rozděleno mezi Severní Makedonii, Bulharsko a Řecko; hranice těchto tří států se sbíhají na vrcholu Tumby. Roku 2003 zde byl vyhlášen euroregion. 
Pohoří je tvořeno krou, která je dlouhá 63 km a široká maximálně 9 km. Nejvyšší horou je Radomir, který měří 2031 metrů. Region má středomořské podnebí, rostou zde duby, buky, kaštanovníky a borovice. V bulharské části byl roku 2007 vyhlášen Přírodní park Belasica o rozloze 117 km². Významná cesta přes pohoří vede průsmykem Demir kapija. Turistickou atrakcí je Smolarský vodopád, vysoký 39,5 metru. Na jižním úpatí se nachází Dojranské jezero. Východní hranici tvoří řeka Struma.
Pohoří bylo dříve známo jako Órbēlos nebo Kerkini. V roce 1014 se zde konala proslulá bitva u Belasice (také bitva u Kleidónu), která způsobila zánik první bulharské říše.
Podle pohoří jsou pojmenovány fotbalové kluby OFK Belasica Petrič (Bulharsko) a FK Belasica Strumica (Severní Makedonie).